# Música del Trecento

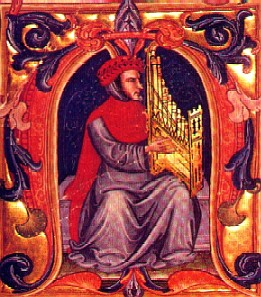
Francesco Landini, el compositor más famoso del Trecento, tocando un órgano portativo. Ilustración del Codex Squarcialupi

El Trecento fue en Italia un período de actividad intensa en las artes, incluyendo la pintura, arquitectura, literatura y música medieval. La música del Trecento corrió paralela de muchas maneras a los logros en las otras artes, por ejemplo, fue pionera en nuevas formas de expresión, especialmente en la canción profana en lengua vernácula, italiano. En este sentido, la música del Trecento puede parecerse más al fenómeno renacentista, sin embargo, el lenguaje musical predominante estaba relacionado más estrechamente con el de la música de finales de la Edad Media, y los musicólogos suelen clasificar el Trecento como el final de la era medieval. Trecento significa en italiano "trescientos", pero se utiliza generalmente para referirse a los años 1300. Sin embargo, el florecimiento de la música en el Trecento ocurrió a fines del siglo y el plazo suele ampliarse para incluir la música de hasta 1420 aproximadamente. Durante este periodo en Francia se desarrolló un movimiento denominado ars nova que derivó en el ars subtilior de mayor complejidad.

## Historia

### Antecedentes e Historia Antigua (hasta 1330)
Muy poco queda la música italiana del siglo XIII, por lo que los antecedentes inmediatos de la música del Trecento en gran medida debe ser deducida. La música de los trovadores, que trajeron su canción lírica profana al norte de Italia a principios del siglo XIII tras haber huido de sus regiones de origen -principalmente la región de Provenza- durante la Cruzada albigense, fue una gran influencia y quizás decisiva. Muchas de las formas musicales del Trecento están estrechamente relacionadas con las de los trovadores de más de un siglo antes. Otra influencia en la música Trecento fue el conductus, un tipo de música sacra polifónica que tenía el mismo texto cantado en todas las voces. Texturalmente la música profana del Trecento es más parecida al conductus que cualquier otra cosa que viniera antes, aunque también llaman la atención las diferencias y algunos estudiosos como Hoppin han argumentado que se ha exagerado la influencia del conductus.
Algunos de los poemas de Dante Alighieri (1265-1321) fueron musicados en el momento en que fueron escritos, pero nada de esa música ha sobrevivido. Uno de los músicos que puso música a la poesía de Dante fue su amigo Casella (muerto en 1299 o 1300), inmortalizado en el canto II del  Purgatorio . Los poemas de Dante que fueron musicados por otros, incluían canzoni y ballate y, si fueran similares a las ballate anteriores, habrían sido monofónicos.
Aunque la pionera obra sobre teoría de la música de Marchetto de Padua fue escrita en este primer período, la influencia de su tratado de notación, titulado Pomerium, es considerada en la mayor parte de los manuscritos de las generaciones venideras.

### El nacimiento del estilo Trecento (1330-1360)
Gran parte de las primeras muestras de música vocal secular polifónica del Trecento que se conserva está en el Codex Rossi e incluye música de la primera generación de compositores en adoptar un estilo italiano único. A pesar de que muchas obras de esta generación son anónimas, gran cantidad de obras se atribuyen a Maestro Piero y Giovanni da Cascia. Otros compositores de la primera generación son Vincenzo da Rimini y Jacopo da Bologna, aunque puede que sean más del final de esta generación. Todos estos compositores se relacionaban con las cortes aristocráticas del norte de Italia, especialmente en Milán y Verona. En fuentes posteriores sobreviven algunos nombres poco conocidos, como Bartolo da Firenze (ca. 1330-1360), que podría haber sido el primer compositor italiano en escribir un movimiento de una misa polifónica en el estilo del Trecento: un arreglo de un Credo. 
Las dos formas más comunes de la música secular de principios del Trecento eran los madrigales a dos voces y la ballata monódica. Algunos madrigales a tres voces se conservan de los primeros tiempos, pero la forma que más se asocia con la escritura a tres voces era la más excepcional caccia, una forma canónica con exclamaciones onomatopéyicas y textos que hacen referencia a la caza o la fiesta. Mientras que parte de su música seguía monofónica a la manera del siglo anterior, mucha era a dos voces, y Jacopo da Bologna escribió unos pocos madrigales para tres voces. Jacopo escribió un motete, que ha llegado a nosotros.

### Música de Florencia de mediados y finales delsigloXIV(1350-1390)
El centro de la actividad musical se trasladó a mediados de siglo al sur, a Florencia, que fue el centro cultural del Renacimiento temprano. La preferencia por la ballata fue característica de la siguiente generación de compositores, la mayoría de ellos de Florencia. La ballata era una forma que alcanzó gran popularidad en torno a mediados de siglo. Como el estrechamente relacionado virelay francés, la ballata tiene dos secciones y la forma AbbaA. En el Decamerón, Giovanni Boccaccio cuenta cómo en 1348, año en que la peste negra asoló Florencia, los miembros de un grupo de amigos se reunieron para contar historias y cantar ballate con acompañamiento instrumental. Mientras que Boccaccio no mencionó a ningún compositor por su nombre, muchos de los músicos florentinos cuyos nombres han llegado hasta nosotros, estaban en el principio de sus carreras en este momento. 
Francesco Landini (n. ca. 1325-35. D. 1397) fue miembro de esta generación y, con mucho, el compositor más famoso de todo el Trecento. Landini escribió 141 ballate que se conservan, pero solo 12 madrigales. Sus composiciones aparecen en cada rincón de la península italiana. Otros compositores de este grupo, además de Landini son Gherardello da Firenze, Lorenzo da Firenze y Donato da Cascia. En esta generación de compositores la influencia de la música francesa era cada vez más evidente en la producción secular de los italianos. Una mayor independencia de las voces era un rasgo típico de la música de esta generación y los puntos de imitación son habituales y, además, la voz más alta aparece a menudo muy adornada. La música de Landini fue particularmente admirada por su lirismo y su intensidad expresiva: su fama ha perdurado durante más de seiscientos años y hay numerosas grabaciones modernas de su obra.

### Música del Trecento durante elGran Cisma de Occidente(1378-1417)
La última generación de compositores de la época incluye, entre otros, a Niccolò da Perugia, Bartolino da Padova, Andrea da Firenze, Paolo da Firenze, Matteo da Perugia, y Johannes Ciconia. Este último era el primer miembro del grupo que no era italiano de origen. Aunque la forma principal sigue siendo la ballata, tiene lugar un resurgimiento del madrigal que muestra un interés en la música anterior. Este interés va acompañado de un renovado interés en la notación puramente italiana. En muchas obras de la nueva generación la ornamentación de las piezas es considerablemente menor que en la música de los compositores del grupo anterior, mientras que otras composiciones son tan adornadas como cualquiera del primer Trecento. El figuralismo es evidente en parte de su música: por ejemplo, algunas de sus piezas programáticas incluyen imitaciones de cantos de pájaros o diferentes efectos dramáticos. 
Ciconia, como neerlandés, fue uno de los primeros del grupo que iba a dominar la música europea en los siguientes doscientos años; al principio de su vida, pasó un tiempo en Italia aprendiendo los estilos líricos seculares. También fue un compositor de música sacra y representa un vínculo con la escuela borgoñona, la primera generación de flamencos que dominó los principios y mediados del siglo XV. Ciconia pasó la mayor parte de su estancia en Italia en las ciudades del norte de Italia, en particular Padua donde murió en 1412. 
Otro compositor de finales del siglo XIV fue Antonio Zacara da Teramo, probablemente activo en Roma, Abruzos, y Teramo. Aunque la cronología de su producción aún no ha sido establecida, parece que sus primeras piezas, conservadas en el Codex Squarcialupi, están relacionadas con el estilo de Landini y Jacopo da Bologna; su música posterior tomará rasgos del estilo del ars subtilior de Aviñón, y, de hecho, parece que el propio Teramo apoyó a los Antipapas durante la división del papado después de final del siglo, yendo a Bolonia hacia 1408. 
El Trecento tardío vio también la creciente importancia de la música sacra, en particular los movimientos polifónicos de misas y los motetes latinos (tanto sacros como de dedicación). Aunque durante mucho tiempo se pensó que el papel de la música sacra había sido pequeña en el Trecento, gracias a nuevos descubrimientos hechos en los últimos cuarenta años, ahora representa un porcentaje significativo de la producción total del Trecento. Ciconia y Zacara desempeñan un papel muy relevante en la composición de misas, y su música sacra llegó a Inglaterra, España y Polonia.
El final del período del cisma también marcó el fin del predominio de Florencia sobre la música italiana, si bien siempre mantuvo una activa vida musical, sería sustituido por Venecia (y otros centros en el Véneto), Roma , Ferrara y otras ciudades en los siglos siguientes y jamás recuperó la posición preeminente que tuvo en el siglo XIV.

### La música instrumental
La música instrumental fue ampliamente cultivada, si bien relativamente han sobrevivido pocos ejemplos. De hecho, mientras que la iconografía contemporánea de cantantes a menudo los representa interpretando con libros o manuscritos, las pinturas y miniaturas de instrumentistas nunca muestran música por escrito. 
La principal colección de música para tecla es el Codex Faenza (Faenza, Biblioteca Comunale, ms. 117). Otras fuentes menores de música para teclado aparecen en los códices en Padua (Archivio di Stato 553), Asís (Biblioteca Comunale 187), y en una sección del Codex Reina (París, Bibliothèque Nationale de France, na fr. 6771) . El estilo de música para teclado típico de la época consistía en colocar el tenor de una canción profana o de una melodía de canto llano en tonos iguales en el bajo, mientras que sobre este se escribía una línea de movimiento rápido para la mano derecha. Las fuentes que se conservan constituyen uno de los escasos testimonios de una tradición que era en gran parte improvisada. 
Otras tradiciones instrumentales están orientadas hacia la monodia, como las danzas recogidas en un manuscrito que se encuentra actualmente en Londres (British Library, Add. 29987) y las imitaciones del estilo instrumental en los madrigales y caccias cantados como Dappoi che'l sole. 
Durante el Trecento se utilizaron instrumentos como la viela, laúd, salterio, flauta y organetto (órgano portativo: Landini lleva uno en la ilustración). Trompetas, tambores (especialmente unos pares de tambores llamados nakers) y chirimías eran importantes instrumentos militares.

## Características generales de la música

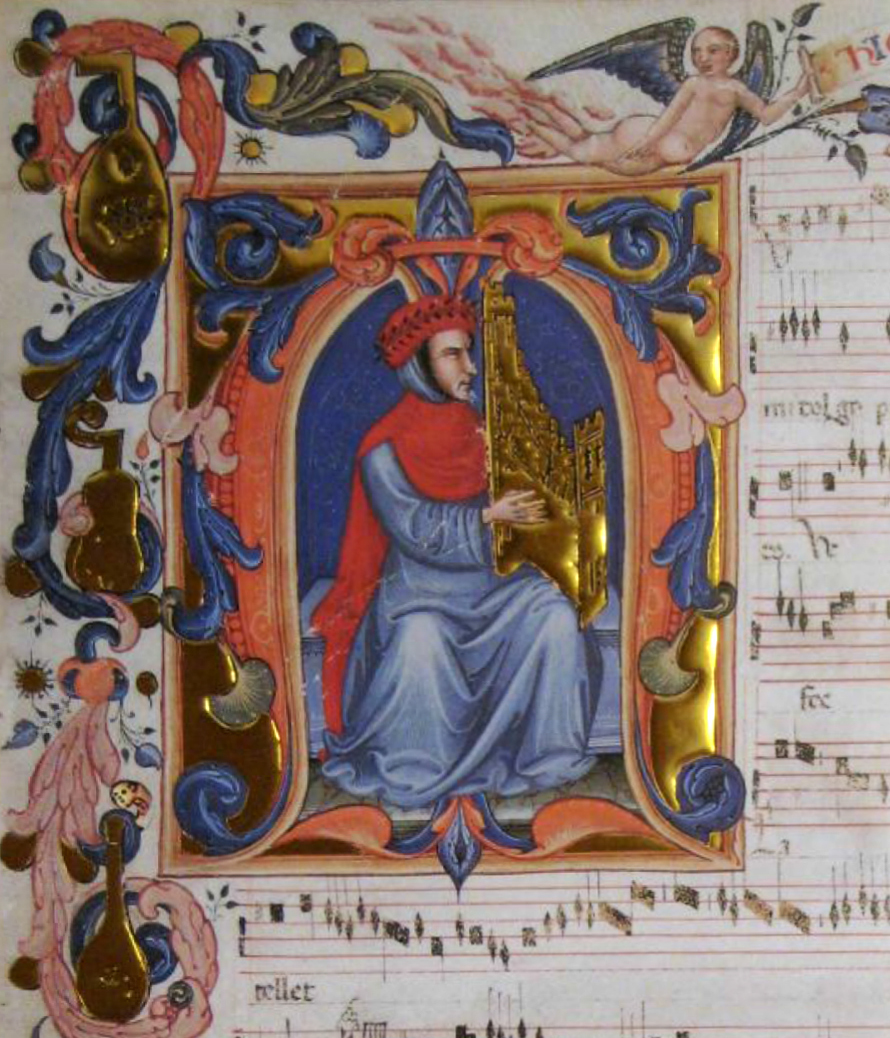
Francesco Landini, Codex Squarcialupi.

La música del Trecento conservó algunas de las características de la época anterior y en otras comenzó a presagiar el Renacimiento. 
Se consideran consonancias el unísono, la quinta y la octava, como en el ars antiqua , y el intervalo de tercera se considera generalmente como una disonancia, especialmente en el Trecento temprano. El movimiento paralelo de unísono, quintas, octavas, terceras y, en ocasiones, cuartas se utilizó moderadamente. Los compositores utilizaban notas de paso para evitar los intervalos paralelos, creando breves disonancias fuertes, anticipando así el estilo de contrapunto desarrollado en el Renacimiento. Después de 1350, hubo un mayor uso de las tríadas en la escritura a tres voces, dando una sensación tonal a la música, para un oído moderno. Las alteraciones se producían con más frecuencia en la música del Trecento que en la música de épocas anteriores, en particular, hubo un uso de Fa sostenido, Do sostenido, Sol sostenido, Si bemol y Mi bemol. Un La bemol aparece en las obras de Landini. 
La cadencia Landini es una cadencia que implica la caída melódica desde la séptima a la sexta antes de ascender a la octava de nuevo. Se le llamó así por el compositor Francesco Landini, debido al uso frecuente que hacía de ella en su música. Sin embargo, no fue inventada por él y se puede encontrar en la mayoría de la música de la época.

## Manuscritos
La mayoría de las fuentes manuscritas de la música del Trecento son de finales del XIV o principios del XV, tiempo algo posterior a la composición de las obras que contienen. El primer manuscrito importante del Trecento es el Codex Rossi, que fue recopilado en algún momento entre 1350 y 1370 y contiene la música de la primera parte de la época. Sin embargo, se han encontrado otras fuentes manuscritas menores que amplían nuestro conocimiento de los primeros repertorios del Trecento. Entre estos se incluyen los fragmentos de Mischiati de Reggio Emilia, que contienen varias caccias únicas. Otras fuentes tempranas contienen repertorio sagrado. Dos folios del Oxford Canon. Varios 112. conservan un motete de Marchetto de Padua. Hay más motetes en un fragmento en Venecia, San Giorgio Maggiore. 
El manuscrito Perugia 15755 data de 1349-1354 según sus descubridores, pero esta fecha ha sido fuertemente cuestionada, y el consenso de los expertos está llegando a la conclusión de que el manuscrito no debe ser anterior a otras fuentes comúnmente fechadas en la década de 1390. Este episodio refleja las dificultades y las incertidumbres que conlleva fechar todas las fuentes del Trecento. 
La mayoría de las fuentes mayores provienen de los alrededores de Florencia. Probablemente, la más antigua de las grandes fuentes es el Codex Panciatichi, n.º 26. La fuente del Trecento más grande y bella es sin duda el brillantemente iluminado Codex Squarcialupi, recopilado a principios del siglo XV, que, con 352 piezas (entre las que hay 145 de Landini), es una de las mayores fuentes de música del momento.
También hay importantes fuentes manuscritas fragmentarias en Padua, Cividale y en los alrededores de Milán que señalan a estas zonas como áreas fundamentales en la producción de manuscritos.

## Discografía
- 1991 – Trecento. Jill Feldman, Kees Boeke. (Olive Music)
- 1991 – Trecento. Musique Italienne du XIVe Siècle. Berry Hayward Consort, Groupe Vocal Claire Caillard-Hayward. (BNL)
- 1997 – Ars Nova. Il Trecento. Ensemble Réal, Pascal Coté (Arion)
- 2004 – Danses florentines du Trecento. Henri Agnel et al. (Alpha)
- 2008 – Stylems. Italian Music from the Trecento. Ensemble Syntagma, Alexandre Danilevski (Challenge Classics)